# 胃十二指腸動脈
胃十二指腸動脈（いじゅうにしちょうどうみゃく、英: gastroduodenal artery）は、腹腔の微小血管の一つ。胃十二指腸動脈は直接的に幽門及び十二指腸に、分枝を介して膵臓に血液を送る。
最も一般的には腹腔動脈の総肝動脈から生じるが、その起源は多種多様である。最初に十二指腸上動脈を生じさせ、続いて後上膵十二指腸動脈を生じさせる。分岐点で右胃大網動脈と前上膵十二指腸動脈（上膵十二指腸動脈）に分かれ終了する。これらの分枝は、上腸間膜動脈からの前後の下膵十二指腸動脈と機能的な吻合を形成する。胃十二指腸動脈からの欠陥の正確な分枝は変わりやすいことに注意。通常は前後の上膵十二指腸動脈はこの順序で独立に分岐するが、共通幹から外れることはほとんどない。

## 病理学
胃十二指腸動脈は消化性潰瘍疾患の合併症として発生することのある重大な胃腸出血の原因となる可能性がある。十二指腸の第二部の後内側壁との密接な関係により、十二指腸の深く入り込んだ潰瘍や腫瘍が胃十二指腸の「出血の動脈」から激しい出血を引き起こす場合がある。とりわけ、この領域の大量の動脈網により血管内の高い流量が確保されているからでもある。

## 補足画像

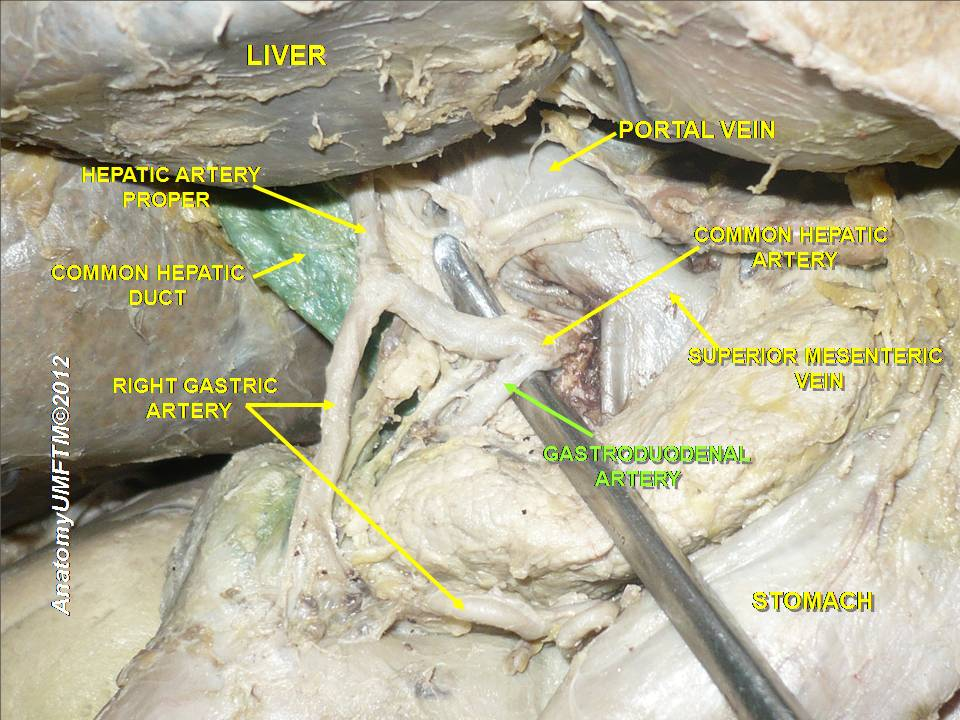
胃十二指腸動脈